# De Tweede Speeldoos

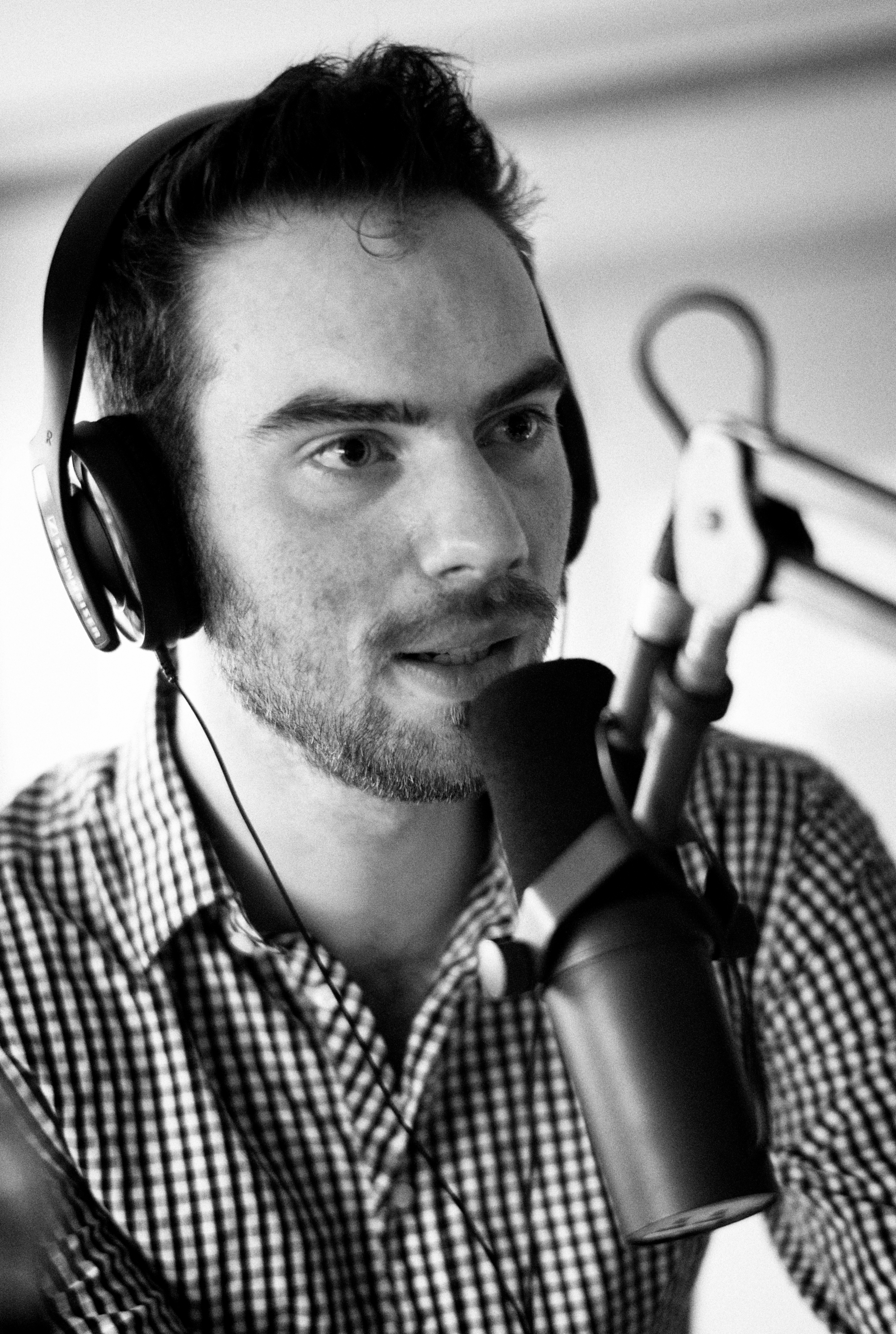
Torre Florim

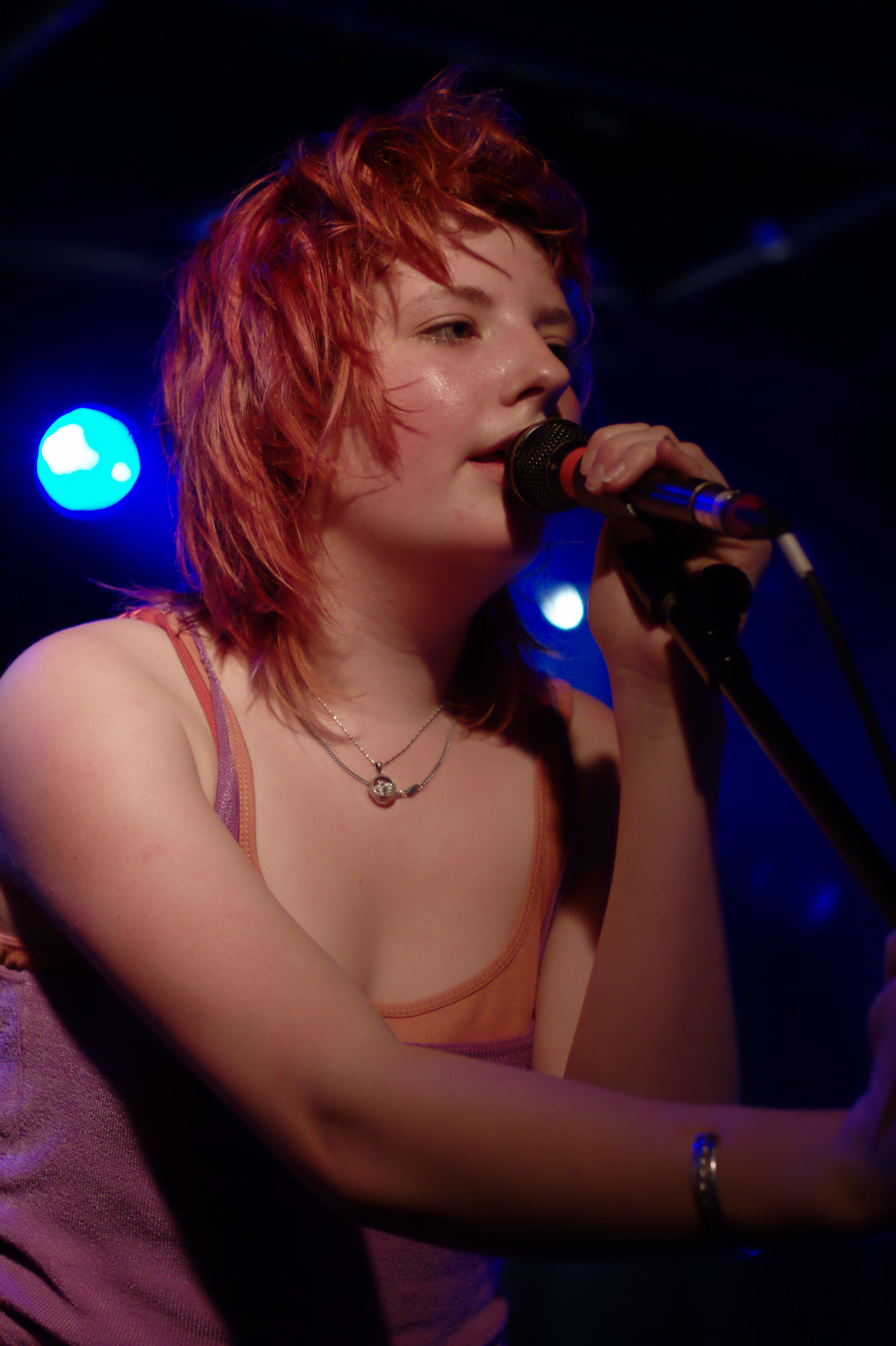
Roos Rebergen

De Tweede Speeldoos is een ep van Torre Florim, zanger van De Staat, en Roos Rebergen, zangeres van Roosbeef. Het is een vervolg op De Speeldoos uit 2009.

## Geschiedenis
Het minialbum bevat zes nummers. De teksten ervan zijn gebaseerd op gesprekken met leden van acteursgroep Theater Kleinkunst, die bestaat uit 17 acteurs met verschillende verstandelijke beperkingen waaronder autisme en het syndroom van Down en die allen cliënt zijn van zorginstelling Dichterbij.
Het album werd door Ghost Notes in april 2013 uitgebracht in twee edities: een reguliere cd verpakt in een digi-pack en daarnaast een cd in een werkende speeldoos, die een van de nummers van het album speelt. Begeleid door leden van De Staat en Roosbeef werd opgetreden op verschillende podia en festivals.

## Tracklist
| Nr. | Titel                              | Schrijver                  | Duur  |
| --- | ---------------------------------- | -------------------------- | ----- |
| 1   | Geen Mens Helpt Mij De Winter Door | Torre Florim/Roos Rebergen | 3:07  |
| 2   | De Zee Is Er Voor Iedereen         | Florim/Rebergen            | 3:50  |
| 3   | Discotheek                         | Florim/Rebergen            | 3:31  |
| 4   | Nooit Verliefd                     | Florim/Rebergen            | 4:09  |
| 5   | Dansen Met Jou                     | Florim/Rebergen            | 2:37  |
| 6   | Scheld Me Kwijt                    | Florim/Rebergen            | 2:44  |
|     |                                    | Totale duur                | 19:58 |

## Hitnotering
| "De Tweede Speeldoos" in de Nederlandse Album Top 100 - binnen: 13-09-2013 | "De Tweede Speeldoos" in de Nederlandse Album Top 100 - binnen: 13-09-2013 | "De Tweede Speeldoos" in de Nederlandse Album Top 100 - binnen: 13-09-2013 |
| Week                                                                       | 01                                                                         |                                                                            |
| -------------------------------------------------------------------------- | -------------------------------------------------------------------------- | -------------------------------------------------------------------------- |
| Nummer                                                                     | 39                                                                         | *                                                                          |

## Liveband
- Torre Florim – zang en gitaar
- Roos Rebergen – zang en piano
- Tim van Oosten – percussie
- Tim van Delft – drums
- Jop van Summeren – basgitaar
- Vedran Mircetic - gitaar